# Liste des divinités de l'art

## Afrique
- Bastet ( mythologie égyptienne )
- Bes (mythologie égyptienne)
- Ptah (mythologie égyptienne)
- Hathor (mythologie égyptienne)
- Meret (mythologie égyptienne)
- Seker (mythologie égyptienne)

## Amériques
- Huehuecóyotl (mythologie aztèque)
- Xochipilli (mythologie aztèque)
- Erzulie (vodou haïtien)
- Kokopelli (partagé entre diverses mythologies du sud-ouest amérindien)

## Asie
- Kotar ou Kothar-wa-Khasis (mythologie cananéenne)
- Cao Guojiu (mythologie chinoise), dieu protecteur du théâtre [1]
- Han Xiangzi (mythologie chinoise)
- Nüwa (mythologie chinoise)
- Zhang Guolao (mythologie chinoise)
- Saraswati (mythologie hindoue)
- Ame-no-Uzume-no-Mikoto (mythologie japonaise)
- Benzaiten (mythologie japonaise-bouddhiste)
- Nuska (mythologie mésopotamienne)

## Europe
- Bragi (mythologie nordique)
- Menrva (mythologie étrusque)
- Väinämöinen (mythologie finlandaise)
- Apollon (mythologie grecque)
- Athéna (mythologie grecque)
- Pan (mythologie grecque)
- Abhean (mythologie celte)
- Odin (mythologie nordique)
- Minerve (mythologie romaine)

## Îles du Pacifique
- Lono (mythologie hawaïenne)
- Pelé (mythologie hawaïenne)